# عملية البرق العراقية
عملية البرق العراقية عام 1967  هي عمليّةٌ عسكريّة تعدّ إحدى أهمّ عمليات القوة الجوية العراقية ضد إسرائيل خلال حرب حزيران.

## تداعيات بدء الحرب
بدأتْ حرب حزيران بتأريخ 5-6-1967 في تمام الساعة 7:45 (بتوقيت إسرائيل)، بمهاجمة 188 طائرة إسرائيلية بالعملية المسمّاة «البؤرة - Mokad»  كلّ مطارات الدول العربية المجاورة لها وكذلك العراق وبثلاث موجات متتالية وظّلتْ هناك فقط 12 طائرة إسرائيلية لحماية إسرائيل وكانتْ نتائج العملية هو تدمير إسرائيل قرابة 451 طائرة عربية بيومٍ واحد فقط وهي تمثل 70% من قوتهم الجوية.
وصلتْ الطائرات الإسرائيلية الساعة 15:15 (بتوقيت العراق) لقاعدة الرطبة الجوية "H3" لتدمير بنصف ساعة إحدى عشر طائرة عراقية أحداهنّ طائرة مدمّرة المسمّاة بالقاصفة توبوليف السوفيتية "TU-16" وهي واحدة من أصل ثمانية يمتلكها العراق منذ عام 1961 منها أثنان خارج الخدمة وما تبقى من العدد في قاعدة الحبانية الجوية والتي تقع قرب الفلوجة غربي العراق، وبعد هذا الهجوم أُتخِذَ قرارٌ بإعلان الحرب.

## التخطيط لعملية البرق العراقية
أصدر قائد القوة الجوية العراقية حين ذاك اللّواء جسّام محمّد قراراً لآمر قاعدة الحبانية الجوية حميد شعبان يقتضي بالردّ خلال أربعة وعشرين ساعة بعملية جوية مدمّرة وكان اسم العملية مبهم ولكن وصِفت وقتها بعملية البرق وفق وصف أمريكيّ لها، خُطط للعملية بمهاجمة 5 قواعد جوية إسرائيلية في بادئ الأمر ولكن فيما بعد قررت القيادة العسكرية بأنّ العملية ستكون مقتصرة على مهاجمة وتدمير قاعدة جوية واحدة وهي قاعدة رامات ديفيد الجوية الإسرائيلية والّتي تقع في شمال إسرائيل.

## الهدف من العملية
كانت إسرائيل مقسّمة وقتها لثلاث مناطق عسكرية فيها ست قواعد جوية رئيسية تقع أحداهنّ في الشمال واثنان في الوسط وثلاث في الجنوب، وأنّ قاعدة الشمال هي قاعدة رامات ديفيد الجوية الإسرائيلية والّتي كانت تحتوي ثلث القوة الجوية الإسرائيلية، وفي الوقت الراهن تحتوي ربعها.
القاعدة كانت مركز الهجمات الجوية على مصر، الأردن،لبنان، سوريا والعراق وأنّ القاعدة بمساحتها البالغة ثمان كيلو متر وبثلاث مدارج للطائرات والّتي تتمركز فيها الأسراب 117,110,109 والّتي لها مع العراقيين قصص لم ولن تنتهي، حيث يُذكر أنّها قصفت الطائرات العراقية عام 1948 وعام 1981 قام طيارو سربها 117 بقصف مفاعل تموز النوويّ العراقيّ.
حيث بقصف قاعدة رامات ديفيد الجوية سوف ينتهي الخطر الجوي الإسرائيلي على أجواء كل من العراق، الأردن،سوريا ولبنان وسيفقد الإسرائيليون ثلث قوتهم الجوية وستميل الحرب لصالح البلدان العربية وهذا هو ما مرجو من عملية البرق العراقية، وإنّ تدمير القاعدة المذكورة سلفًا بمدارجها وطائراتها ومركزها يحتاج إلى قنابلٍ لا تقلّ وزنًا عن عشرين طن.

## تفاصيلها الدقيقة
أُقرّتْ العملية بتعديلاتها بعد ست ساعات من الهجوم الإسرائيلي، وأنّها تتضمّن ساعة البدء وتكون عند الساعة 4:30 صباحًا (بتوقيت العراق) إنطلاقًا من قاعدة الحبانية الجوية بتأريخ 6-6-1967 وأُسنِدَتْ المهمة لأربع قاصفات نوع توبوليف (TU-16) التابعة للسرب العاشر العراقيّ ومقره في الحبانية وتمّ تسليح كل منها بإثنا عشر قنبلة نوع (ФАБ-500M54)، حيث تزن كلّ قنبلةٍ 530 كيلو غرام وأنّ الهجوم يكون بأربع موجات بزمنٍ لا يتعدّى الساعة.
رُسمت العملية على أن تقلع الأربع قاصفات بقارق زمني خمسة عشر دقيقة بين كلٍّ منها بإتجاه قاعدة المفرق الأردنية وحالما تصل إلى قاعدة المفرق تنخفض الطائرات لإرتفاع 30~100 متر لتفادٍ أكتشاف الرادارات لها ومن ثمّ تتجه نحو القاعدة المراد قصفها وكانتْ الأوامر صارمة لا أستهدافَ لأيّ مدنيٍّ وتجنّب المدن والقواعد العسكرية والمرتفعات والأقتصار على مهاجمة القاعدة الجوية فقط.
وتتخذ القاصفات الأربع مسارات مختلفة تمامًا عن بعضها في الوصول لقاعدة رامات ديفيد الجوية أو للرجوع منها كما أنّ مسار الوصول لكلّ قاصفتين للقاعدة تكون متعاكسة; وذلك لتشتيت وإنهاك دوريات حماية القاعدة والّتي عددها ثلاث دوريات بكلٍّ منها طائرتي ميراج-3 (Mirage3 CJ) بغيّة منع إلتقاء الدوريات المطاردة والقاصفات مع بعض.
وما مخطط له أيضًا أن تصل القاصفة الأولى إلى قاعدة رامات ديفيد بإرتفاع منخفض ثمّ تتسلّق بسرعة لأعلى أرتفاع ممكن والّذي يقدّر 100~200 متر لترمي قنابلها على المدارج وعلى مركز القيادة مع معالجة الطائرات الجاثمة بالرشّاش الثقيل (AM-23) لتعاود بعدها الإنخفاض مرّة ثانية مع مشاغلة دوريات القاعدة الّتي ستطاردها خلال مسار العودة للحبانية.
بلحظة قصف القاصفة الأولى للقاعدة تدخل القاصفة الثانية الأجواء الإسرائيلية وتأخذ مساراً يختلف عن مسار الأولى وتصل للقاعدة بعد خمسة عشر دقيقة من إتجاهٍ معاكس لوصول الأولى حيث تكون الأولى من الشرق فالثانية تكون من الغرب في وقتٍ تسحب القاصفة الأولى معها إحدى دوريات حماية القاعدة في مسار رجوعها لمشاغلتها وبهذا تقلّ الحماية على القاعدة بنسبة ثلث.
وإنّ إنتهاء الإنذار من أيّ غارةٍ يحتاج بين 15~30 دقيقة لهذا ستبقى الطائرات الجاثمة على أرض القاعدة طول زمن الهجمات والّتي تكون كلّ ربع ساعة وستبقى دوريات الحماية بلا إسنادٍ أو وقودٍ أو إعادة تسليح وإنّ هجمات الطائرات الإسرائيلية تبدأ غالبًا من بعد الشروق بثلاث ساعات لهذا فالطائرات المقاتلة كلّها موجودة في القاعدة.
حالما تصل القاصفة الثانية لقاعدة رامات ديفيد الجوية ستكون القاصفة الأولى خارج أجواء إسرائيل والقاصفة الثالثة قد دخلتها توّاً لترمي الثانية بقنابلها كما الأولى وهكذا الأمر مع القاصفة الثالثة والقاصفة الرابعة وبهذه الخطة ستُرمى قنابل بزنة 25.5 طن خلال ساعة واحدة فقط مع معالجة الأهداف بالرشاشات الثنائية الثقيلة نوع (AM-32) الموجودة بالقاصفات وحسب هذا التخطيط فتوقعت القيادة العراقية بعد تنفيذ كامل العملية بأنّ الخسائر الإسرائيلية ستكون بالنحو التالي:
- تدمير وأعطاب حوالي تسعون طائرة.
- إخراج قاعدة رامات ديفيد الجوية من الخدمة الفعلية.
- تحييد ما بين 500~1000 عسكري من مختلف الأصناف.
- تدمير مركز القيادة الرئيسي لشمال إسرائيل.
- أضعاف قدرة القوة الجوية الإسرائيلية على تهديد الآخرين.

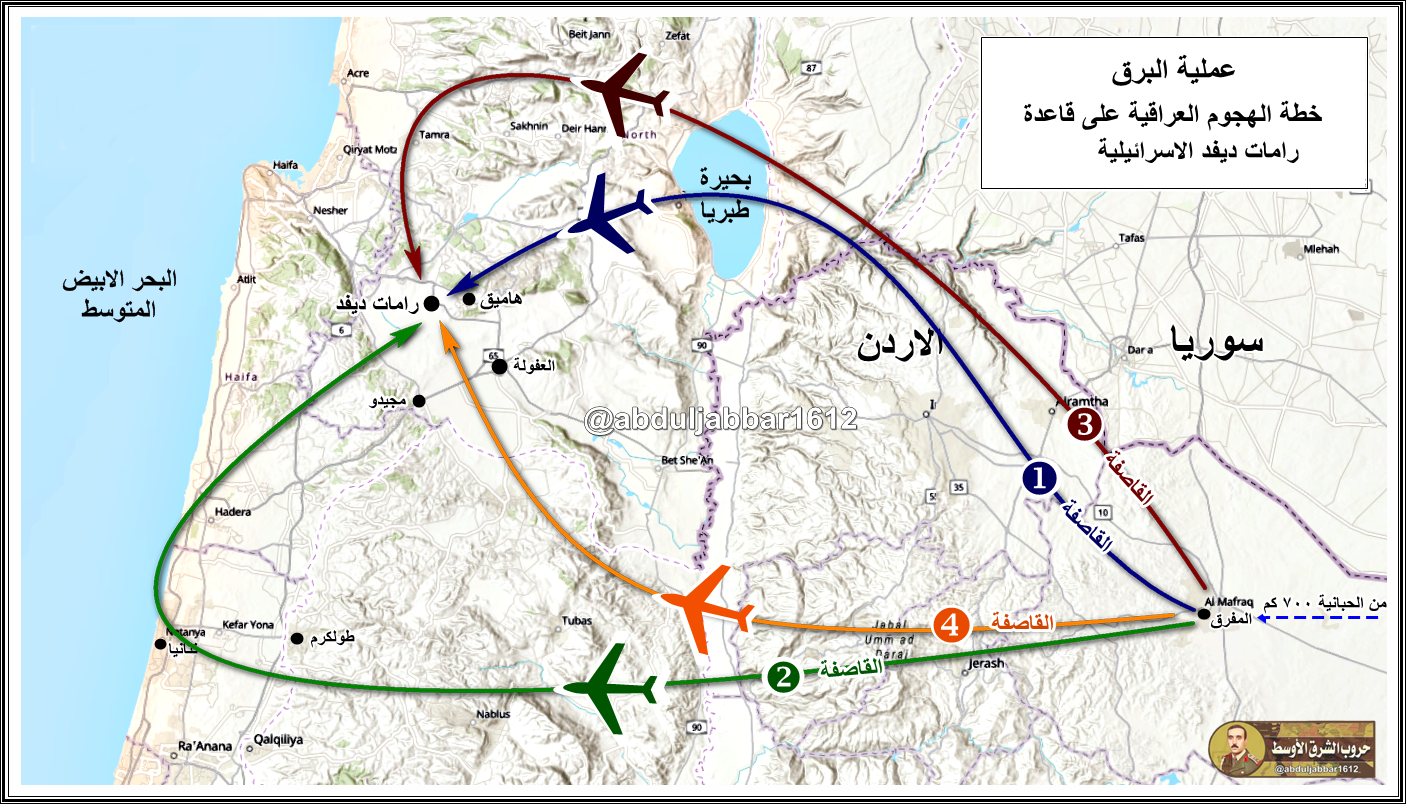
الخطة المقررة في تنفيذ عملية البرق العراقية.

## التنفيذ
كُلِفَ الطيارين التالية اسماؤهم بمهمة قيادة قاصفات العملية وهم:
- القاصفة الأولى - فاروق يونس.
- القاصفة الثانية - حسين محمّد.
- القاصفة الثالثة - موفّق سعيد.
- القاصفة الرابعة - محمّد ***.

وبدأتْ التحضيرات بقاعدة الحبانية للبدء بالعملية منذ الساعة الثانية بعد منتصف اللّيل بتوقيت العراق وشروق الشمس يومها في الحبانية كان عند الساعة 4:55 (بتوقيت العراق) وفي قاعدة رامات ديفيد كان عند الساعة 5:31 (بتوقيت العراق) وما مقرر له حسب الخطة بأن العملية ستبدأ عند الشروق في الحبانية ويكون الهجوم على قاعدة رامات ديفيد قبل بدء هجماتهم الجوية والّتي تبدأ عادةً بعد ثلاث ساعات من الشروق حيث يتزامن وقت الهجوم مع جثوم طائراتهم والّتي كانت وقتها 107 طائرة مختلفة مع 4000 عسكريّ ومخازن ذخائر ضخمة.
أختار كلّ قائد طائرة طاقمه ولكن واجهت الطائرات قبل التحليق مشاكل تقنية فآلتْ تلك المشاكل لتأخّر وقت الشروع بالعملية لخمسة عشر دقيقة. حيث لم تستطع القاصفة الثانية من الطيران لمشكلة في المحركات فأستبدل الطاقم طائرته بالقاصفة الرابعة لتتأخّر حوالي خمسة وأربعين دقيقة عن القاصفة الأولى لأنها ستحلق ولا يمكنها أنتظار القاصفة الثانية لكي يكفيها وقود الرحلة حتّى الرجوع.

### القاصفة الأولى
حلّقت القاصفة من قاعدة الحبانية بتأريخ 6-6-1967 عند الساعة 4:45 (بتوقيت العراق) بإتجاه المفرق، كان الطيّار الرائد فاروق ومساعده الملازم ماجد قد وضعا النقيب عادل على الرشّاش الأوّل ورئيس عرفاء شلاش سعدون ونائب عريب حسين مناجد على الرشّاش الثاني والثالث والرائد طارق على الرشّاش الرابع وأسندت قياده الطائرة الأولى للرائد فاروق كونه آمر السرب العاشر فقد أصرّ على قيادة أوّل قاصفة.
حلّقت القاصفة الأولى في بادئ الأمر بإرتفاعٍ عالٍ حتّى قاعدة المفرق ثمّ بعد المفرق إنحدرتْ لأوطأ إرتفاعٍ حسب ما مقرر في الخطة حتّى قاعدة رامات ديفيد الجوية والّتي وصلتها عند الساعة 5:58 (بتوقيت العراق) وبدأت الهجوم مباشرةً فأسقطتْ القاصفة أثناعشر قنبلة بزنة 6.4 طن على المدرج الأوّل والثاني مع معالجة بالرشاشين الثاني والثالث الطائرات الجاثمة ومركز القيادة.
استمرّ الهجوم خمسة عشر ثانية على القاعدة بمرحلة واحدة ذهاب وإنتهى عند الساعة 5:59 (بتوقيت العراق)، واجهت القاصفة الأولى خلال هجومها مقاومات أرضية من بطاريات (Bofors L70 40mm) والهوك (mim-23) حول القاعدة والغريب أنّها وفي مسار الرجوع لم تقابل أيّة دورية أو طائرة إسرائيلية إذ وصلت إلى قاعدة الحبانية عند الساعة 7:07 (بتوقيت العراق).

### القاصفة الثانية
حلّقت القاصفة الثانية من قاعدة الحبانية عند الساعة 5:30 (بتوقيت العراق) بإتجاه المفرق وكان الطيار الرائد حسين محمّد ومساعده فائق علوان قد وضعا ملازم أوّل ملاح ثاني صبيح عبد الكريم على الرشّاش الأوّل ورئيس عرفاء رشيد اعدامة ونائب عريف لاسلكي عبد الغني يحيى على الرشّاش الثاني والثالث والنقيب ملاح أوّل غازي رشيد على الرشّاش الرابع، بعد المفرق إتجهتْ القاصفة حسب الخطة إلى شمال طولكرم ومنها لشمال نتانيا وصولاً للبحر المتوسط متجهة نحو الشمال بموازاة الساحل ولتستمرّ بالطيران حتّى منطقة حابونيم (HaBonim) وبإلتفاتة صعبة غيّرتْ القاصفة إتجاهها نحو الشمال الشرقيّ بإتجاه قاعدة رامات ديفيد الجوية وخلال مسارها واجهت القاصفة طائرتي ميراج-3(Mirage 3CJ) إذ حاولتا الإقتراب منها لكن تمّ معالجة الموقف بالرشّاشين الأوّل والثالث وأصابوهما الأثنين لتتراجعا للجانبين وأنّ رشّاش القاصفة هو (AM-32) السوفييتيّ ومداه الفعّال بين 500م~900م بينما رشّاش الميراج هو (DEFA 30mm) الفرنسيّ ومداه الفعّال بين 150م~700م وأطلقتْ طائرتيّ الميراج-3 صواريخهما جو-جو (Shafrir Mk1) الإسرائيلية على القاصفة فلم يصبها أيًّا منها، فقدتْ أحداهما توازنها فأنسحبتا بإتجاه قاعدة أخرى ووصلت القاصفة عند 6:52 (بتوقيت العراق) إلى قاعدة رامات ديفيد من الجنوب وعند إلتفافها °270 مرّتْ القاصفة بمدينة مجدال هعيمق (Migdal-a-Emek) القريبة للقاعدة فواجهتْ طائرتي دورية حماية القاعدة فعالجتهما بسرعة بالرشّاشين الأوّل والثالث وأسقطت أحداهما وبدأتْ الهجوم على القاعدة.
أسقطتْ القاصفة أثناعشر قنبلة بزنة كلية 6.4 طن على المدارج وعلى مركز القيادة مع معالجة الأفراد والطائرات الجاثمة بأسلحتها، استمرّ الهجوم لثلاثة عشر ثانية على القاعدة بمرحلة ذهاب واحدة ولكن الطائرة الثانية المتبقية بقيادة الطيّار (ARAD) كانتْ بإنتظارها بعد القاعدة بعملية إلتفاف ونجحت بإصابتها بصاروخ (Shafrir)، بدا واضحاً أنّ إصابتها لم تكن مؤثرة إذ أبلغت القاصفة الثانية عند إرتفاعها مركز قيادة قاعدة الرطبة (H3): إنّ الإصابة ليستْ شديدة وستحاول إيجاد طريق أقصر للوصول إلى المفرق.

لكن إنفجار مفاجئ حدث بخزانات الوقود جعلها تسقط ككرة لهبٍ في منطقة غابات جنوب شرق قاعدة رامات ديفيد وتحطمتْ وإستشهد طاقمها قرابة الساعة 6:59 (بتوقيت العراق).

### القاصفتان الثالثة والرابعة
في تلك الأثناء كانتْ القاصفة الثالثة والقاصفة الرابعة قي الطريق لقاعدة رامات ديفيد الجوية قبل أن يتمّ تبليغهما من مركز القيادة بقاعدة الرطبة (H3) بإلغاء بقية الهجمات المرتبطة بعملية البرق ورجوعهما فوراً للحبانية وبذلك أسدِل الستار عن عملية البرق العراقية فيما لو نجحتْ بالكامل لكانتْ إنعكاساتها على الحرب أكبر.
ويذكر أنّ العقيد الطيّار موفّق سعيد النعيمي كان ملاحاً في القاصفة الثالثة الّتي وصلت على تخوم الحدود الأردنية~الإسرائيلية بدافع تنفيذ المهمة الموكلة لها وفق المخطط له مسبقاً قبل أن ترتأي القيادة لإلغاء العملية بقرارٍ إرتجاليٍّ وصدور الأوامر بالرجوع لقاعدة الحبانية الجوية.

## نتائج التنفيذ
كانتْ خسائر الإسرائيليين في عملية البرق العراقية نحو الآتي:
- إسقاط طائرة الميراج-3 (Mirage 3CJ) وإصابة أثنان أخرى من دوريات الحماية.
- تحييد حوالي 43 عسكري بقاعدة رامات ديفيد الجوية.
- تضرّر عدد كبير من مختلف الطائرات.
- إصابة وتضرر تسعة أبنية ومخازن ومدرجين منها مركز القيادة الرئيسي.
- بعد أشهر أُعلِن عن عدّة مناقصات للصيانة وللتجديد في القاعدة.

## ختام العملية
نُقِلَتْ جثث الطاقم الستة المتفحمة بعدها بثلاث أيّام إلى مستشفى (HaEmek M.C) شرق مدينة العفولة (Afula) بثلاث كيلو متر والأخيرة تبعد عن القاعدة حوالي أحدعشر كيلو متر وظلّتْ بثلاجات المستشفى هناك وفي عملية تبادل الأسرى يوم 27-6-1967 على جسر اللمبي تمّ تبادل الطيّارين الإسرائليين الأسيرين في قاعدة الرطبة (H3) بثلاث ضبّاط عراقيين و425 أردني فقط بلا رفاة أيّ من طاقم القاصفة.
تمّ عمل تشييع رمزي لهم بحضور وزراء الحكومة وقتها في العراق وبُنِيّتْ لبعضهم قبورا فارغة وحسب مصدرين فأنّ الإسرائيليين دفنوا ما تبقى من رفاة الطاقم بمقبرةٍ تقع جنوب غرب مدينة عفولة (Afula) في عددٍ من القبور المرقمة.

## الروايات الإسرائيلية لعملية البرق العراقية

### القاصفة الأولى
الرواية الإسرائيلية الأولى نُشِرتْ قبل عام 2015 تمخّضتْ بأنّ لم تدخل أيّة قاصفة بالمواصفات هذه أجواء إسرائيل وهي جزء من البروبوغندا الإعلامية للمهزومين.
أمّا الراوية الإسرائيلية الثانيّة  والّتي نُشِرَتْ بعد عام 2017 تمخَضتْ بأنّ القاصفة كانتْ تحمل ست قنابل نوع (FAB500) زنة نصف طن وأبلغت عن وصولها لقاعدة رامات ديفيد الجوية ورمتْ هناك حمولتها بدون مشاكل قرابة الساعة 5:00 (بتوقيت إسرائيل) وأنها وجدت بنايات عسكرية تبعد 10 كيلو متر جنوب شرق عفولة وقرب (Ta'amach) وظنتها هي القاعدة فرمت بحمولتها عليها ودمرتها تماماً وكانت الخسائر: تدمير ست بنايات وقتل أثنان وجرح خمس من العسكريين.

أمّا الرواية الإسرائيلية الثالثة والّتي فاعلة حاليًّا تقول بأنّ القاصفة وصلت لمدينة نتانيا (Netanja) الساحلية ورمتْ ثلاث قنابل عليها دون أن تنفجر وعند رجوعها واجهت دورية ميراج فأصيبت القاصفة بصاروخٍ لكنّها وصلت لقاعدة الحبانية الجوية بسلام.

### القاصفة الثانية
الرواية الإسرائيلية الرابعة  والّتي نُشِرَتْ بعد عام 2017 حيث يُذكر فيها بأنّ القاصفة الثانية وصلت إلى قاعدة رامات ديفيد الجوية لكنها فشلتْ بإسقاط القنابل وفي الساعة 6:00 (بتوقيت إسرائيل) أسقطت قنابلها في وسط نتانيا مخلّفة قتيلاً واحداً وأحدعشر جريح مدنيّ ثمّ خرجت إلى البحر المتوسط وعند رجوعها واجهتها دورية ميراج فلم تصبها لكن معالجتها لهما بالرشّاش جعلتهما يهربان ثمّ وصلتْ لقاعدة رامات ديفيد الجوية وواجهت دورية ميراج فأصابتها بصاروخٍ فبدأت القاصفة تهوي حتّى وصلتْ فوق قاعدة مجيدو (Megiddo) وهنالك تصدّت لها مقاوماتها الأرضية فسقطت على مخازن عسكرية قريبة منها لتدمّر ثلاث ثكنات ومدفعين ولتقتل بين 11~14 عسكريًّا.
الرواية الإسرائيلية الخامسة  والّتي نُشِرَتْ بعد عام 2017 والّتي تزعم بأنّ القاصفة العراقية الثانية أخترقتْ الحدود جنوب طولكرم بحدود الساعة 6:00 (بتوقيت إسرائيل) لتصل لمركز نتانيا وترمي ثلاث قنابل لكنها لم تنفجر فجرحت خمس مدنيين وهدمت بنايات، حيث يزعمون بأنّ رادارهم شاهدها لتستدير شرقاً لتوجه الطيّار (ARAD) وهي تمرّ فوق قاعدة رامات ديفيد الجوية فضربها عدّة مرّات لكنها لم تُصب وبدأتْ مقاوماتها الأرضية ترميها فردّت بقصف مركز القيادة فيها حتّى أصابها الطيّار (ARAD) بصاروخٍ وعالجها بالرشّاش لتفقد الإرتفاع ولتسقط على قاعدةٍ أخرى فقتلت 14 عسكريًّا ولاحقاً أثنان من خبراء المتفجرات عند إبطالهم لقنابلٍ لم تنفجر.
الرواية الإسرائيلية السادسة والَتي شاعت حتّى عام 2017 وجاء فيها بأنّ القاصفة الثانية وصلت لمدينة مجدال هعيمق وفتحت نيران رشّاشاتها على قيادة القوة الجوية هناك ثمّ أتجهت لمدينة العفولة وأسقطت تسع قنابل عليها ولم تنفجر أيًّا منها لكن بطارية مقاومة الطائرات هناك أصابتها فسقطت بقاعدة عاموس (Amos Camp) القريبة مخلّفة أربعة عشر قتيلاً وثمان جرحى من العسكر.
الرواية الإسرائيلية السابعة  والّتي تُتداول حتّى الآن ويذكر فيها بأنّ القاصفة الثانية مرّتْ على وسط مدينة طولكرم في تمام الساعة 6:00 (بتوقيت إسرائيل) وشاهدها السكّان لتصل إلى نتانيا ورمتْ ثلاث قنابل على وسطها ولم تنفجر أيًّأ منها مخلّفةً دماراً واسعاً بشارعين مع قتيل وعدّة جرحى من المدنيين ومن هناك إتجهت للشمال الشرقي لتصل إلى مدينة مجدال هعيمق شمال شرق قاعدة رامات ديفيد الجوية وبمسافة خمسة كيلو متر لتهاجم مركزاً تجارياً فيها لكن مقاومات القاعدة فتحت النار عليها وبالمقابل فتحت القاصفة الثانية نيران رشّاشاتها على القاعدة ثمّ واجهت دورية ميراج لتصيبها بصاروخٍ فآلت القاصفة للسقوط غرب عفولة بقاعدة عاموس العسكرية مخلّفةً أربعة عشر قتيلاً بسبب وقودها وقتلت جنديين بسبب قنبلة غير منفجرة فيها.
الرواية الإسرائيلية الثامنة  والّتي شاعت مؤخّراً حيث يأتي فيها على أنّ القاصفة الثانية مرّتْ من طولكرم حاملةً 6 قنابل لترمي منها 3 قنابل بمركز مدينة نتيانيا (Netanja) حالما وصلتْ إليها ولم تنفجر أيًّا منها مخلّفةً دماراً واسعاً مع جرحى مدنيين وقتيلاً واحداً ومن نتانيا أتجهتْ لشمال شرق إسرائيل لتصل إلى مدينة مجدال هعيمق (Migdal-a-Emek) شمال شرق قاعدة رامات ديفيد الجوية عابرةً في مسارها قاعدة مجيدو (Megiddo) الجوية، وبمسافة 5 كم لتهاجم مركزاً تجارياً فيها وفي طريق تحليقها حاولتْ إيجاد قاعدة رامات ديفيد الجوية لكنها فشلتْ وقد لاحظ طاقم القاصفة طائرات خشبية تستخدم للتمويه في قاعدة مجيدو (Megiddo) الجوية أثناء طيرانها قربها، وفي قاعدة رامات ديفيد الجوية قامتْ مقاومات القاعدة بفتح النار عليها وبالمقابل فتحتْ القاصفة نيران رشّاشاتها على القاعدة ثمّ واجهتْ القاصفة دورية الميراج الراجعة للقاعدة; لنقصٍ في وقودها فهبطتْ إحدى طائرتي الميراج أضطراريًّا بينما الأخرى أصابتْ القاصفة بصاروخٍ جو-جو لتسقط غرب العفولة بقاعدة عاموس العسكرية (Amos Camp) لتقتل 44 جندياً; بسبب إحتراق وقودها وجنديان بإنفجارٍ متأخّرٍ لإحدى القنابل غير المنفجرة فيها.
وهنالك أيضاً أكثر من خمس روايات إسرائيلية أخرى مذكورةً بكتبٍ ومذكّراتٍ خاصة، وتقتصر الروايات الإسرائيلية جميعها بأنّ كلّ قنابل القاصفتين لم تنفجر لأنّه ببساطة لم يُسمع أو يُشاهد من قبل سكّان المناطق المذكورة في الروايات الإسرائيلية أيّة قنبلة تنفجر، حيث تزعم تلك الروايات بأن لا خسائرَ في قاعدة رامات ديفيد على عكس ما أظهرتهُ القيادة العراقية.

## وصلات خارجية
- «موجز تاريخي للصراع العربي الإسرائيلي» بقلم جيرمي بريسمان (بالإنجليزية)
- مسار الصراع، ملفات خاصة 2002، المعرفة، الجزيرة نت
- العرب وإسرائيل.. نصف قرن من الصراع، الجزيرة نت